# Sageretia randaiensis
Sageretia randaiensis là một loài thực vật có hoa trong họ Táo. Loài này được Hayata miêu tả khoa học đầu tiên năm 1915.